# Smicropus antholia
Smicropus antholia är en fjärilsart som beskrevs av Walker 1854. Smicropus antholia ingår i släktet Smicropus och familjen mätare. Inga underarter finns listade i Catalogue of Life.